# Rychlostní kanoistika

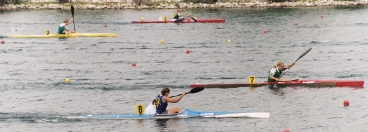
Závod kategorie K1

Rychlostní kanoistika je vodní sport, který spadá pod kanoistiku. Jde o sport, který je standardně provozován na klidných stojatých, nebo mírně tekoucích vodních plochách, jehož cílem je projet s lodí stanovenou vzdálenost v co nejkratším čase. Poprvé se rychlostní kanoistika objevila jako ukázkový sport na olympijských hrách v Paříži v roce 1924. Od roku 1936 je oficiální disciplínou olympijských her.
Závodí se buďto na kanoi – označení C1, C2, C4 nebo kajaku – K1, K2, K4. Číslo v označení vyjadřuje počet členů posádky. Na kajacích závodí muži i ženy, na kanoích donedávna závodili pouze muži, od roku 2010 však paří kategorie C1 a C2 ženy do oficiálního programu mezinárodních soutěží rychlostní kanoistiky. Závodník v kajaku (kajakář) v lodi sedí, závodník na kanoi (kanoista) klečí na jednom koleni na vytvarovaném pěnově plastovém zákleku. Rychlostní kajak je oproti ostatním druhům a kanoi vybaven kormidlem, které je přes lanka ovládáno nohama.
Závody lze rozdělit do několika skupin dle jejich délky – krátké tratě (200 m, 500 m, 1 km), dlouhé tratě (2 km a více) a maraton (v závodech Českého poháru v současné době 28,8 km pro kanoisty, 36 km pro kajakáře).
Krátké tratě se jezdí v 9 vybojkovaných drahách s pevným startem ze startovacího zařízení (bloku). Jednotlivé rozjížďky tvoří základ systému, ve kterém závodník postupuje na základě postupového klíče – ten bývá pro každé závody mírně odlišný. Úspěšný závodník musí absolvovat nejdříve rozjížďku, a poté semifinále, pokud nepostoupil přímo do finále. To je rozděleno na finále A (velké), ve kterém se jede o medaile, finále B (malé, 10.–18. místo) a finále C (19.–28. místo). Na průběh celých závodů dohlíží několik rozhodčích.
Jednotlivé lodě mají stanoveny minimální hmotnosti (K1 – 12 kg a C1 – 14 kg), které jsou po dojetí ihned namátkově kontrolovány. V případě podvážené lodi následuje diskvalifikace.
Naproti tomu dlouhé tratě a maraton se startují hromadně a neexistují při nich žádné dráhy. Otáčky se provádějí kolem jedné nebo více bójek proti směru hodinových ručiček. V průběhu maratonu jsou navíc zařazeny přeběhy s lodí, každý o délce několika stovek metrů. Při maratonských závodech jsou stanoveny minimální hmotnosti lodí výrazně nižší (K1 – 7 kg), než při závodech na dlouhých a krátkých tratích, a závodí se pouze na lodích C1, C2, K1 a K2.
Dřevěné lodě jsou vzhledem k náročnosti výroby složitých tvarů, přicházejících s modernizací rychlostní kanoistiky, postupně vytlačovány moderními materiály jako jsou sklolaminát, kevlar-karbon a podobné sloučeniny. Podobná změna materiálu proběhla i u pádel, která se dnes už také vyrábějí výhradně z uhlíku a kompozitních materiálů.